# Verordnung über den Betrieb von Kraftfahrunternehmen im Personenverkehr
Die Verordnung über den Betrieb von Kraftfahrunternehmen im Personenverkehr (BOKraft) ist eine am 1. Mai 1982 in Kraft getretene Ausführungsbestimmung zum Personenbeförderungsgesetz. Sie regelt den Betriebsablauf in einem Verkehrsunternehmen und definiert die Mindestanforderungen (Ausrüstung und Beschaffenheit) für Kraftfahrzeuge. Diese betreffen den Gelegenheitsverkehr und Linienverkehr von Omnibussen, Taxis, Mietwagen mit Fahrer und Oberleitungsbussen.
Die BOKraft ist in sechs Abschnitte gegliedert. Der erste Abschnitt definiert ihren Geltungsbereich für alle Unternehmen, die dem PBefG unterliegen, sowie die Grundregel, dass der Betrieb sicher abzuwickeln sei. Der zweite Abschnitt enthält Vorschriften zum Betrieb. Dieser gliedert sich in drei Titel, die sich speziell mit der Betriebsleitung, dem Fahrdienst und den Fahrgästen befassen. Im dritten Abschnitt werden die Anforderungen an die Fahrzeuge definiert. In den drei Titeln dieses Abschnitts werden allgemeine sowie spezielle Anforderungen an Omnibusse, Taxis, Mietwagen mit Fahrer und Oberleitungsbusse benannt. Abschnitt vier, ebenfalls untergliedert in drei Titel, befasst sich mit Sondervorschriften für diese Verkehrstypen. Die Anforderungen an Hauptuntersuchung der Fahrzeuge werden in Abschnitt fünf festgelegt. Der letzte Abschnitt schließt die Verordnung mit Schluss- und Übergangsbestimmungen ab.
Der Erlass einer Verordnung über den Betrieb von Kraftfahrunternehmen im Personenverkehr (BOKraft) erfolgte erstmals am 13. Februar 1939 (RGBl. I S. 231) auf Grund des § 39 des  Gesetzes über die Beförderung von Personen zu Lande  (siehe auch Personenbeförderungsgesetz unter  Geschichtliche Entwicklung) in der Fassung vom 6. Dezember 1937 (RGBl. I S. 1320). Die erste BOKraft trat am 1. April 1939 in Kraft und wurde später als Bundesrecht fortgeführt.